# Asasinarea lui Abraham Lincoln
Abraham Lincoln, al șaisprezecelea președinte al Statelor Unite, a fost asasinat de cunoscutul actor de teatru John Wilkes Booth la 14 aprilie 1865, la piesa Our American Cousin⁠(d) jucată la Teatrul lui Ford⁠(d) din Washington, DC. Împușcat în cap în timp ce urmărea spectacolul, Lincoln a murit a doua zi la ora 7:22, în Casa Petersen⁠(d), vizavi de teatru.  El a fost primul președinte american care a fost asasinat, iar funeraliile și înhumarea sa⁠(d) au marcat o perioadă extinsă de doliu național.
Evenimentul s-a produs aproape de sfârșitul Războiului Civil American, iar asasinatul a făcut parte dintr-o conspirație mai amplă prin care Booth intenționa să revitalizeze cauza confederată prin eliminarea celor mai importanți trei oficiali ai guvernului Statelor Unite. Conspiratorii Lewis Powell⁠(d) și David Herold⁠(d) urmau să-l omoare pe secretarul de stat William H. Seward, iar George Atzerodt⁠(d) și-a asumat uciderea vicepreședintelui Andrew Johnson. În afară de moartea lui Lincoln, însă, complotul a eșuat: Seward a fost doar rănit, iar potențialul atacator al lui Johnson și-a pierdut curajul. După ce la început a reușit o dramatică evadare, Booth a fost ucis la capătul unei urmăriri de 12 zile. Powell, Herold, Atzerodt și Mary Surratt⁠(d) au fost spânzurați ulterior pentru rolurile lor în conspirație.

## Context

### Planul abandonat de răpire a lui Lincoln

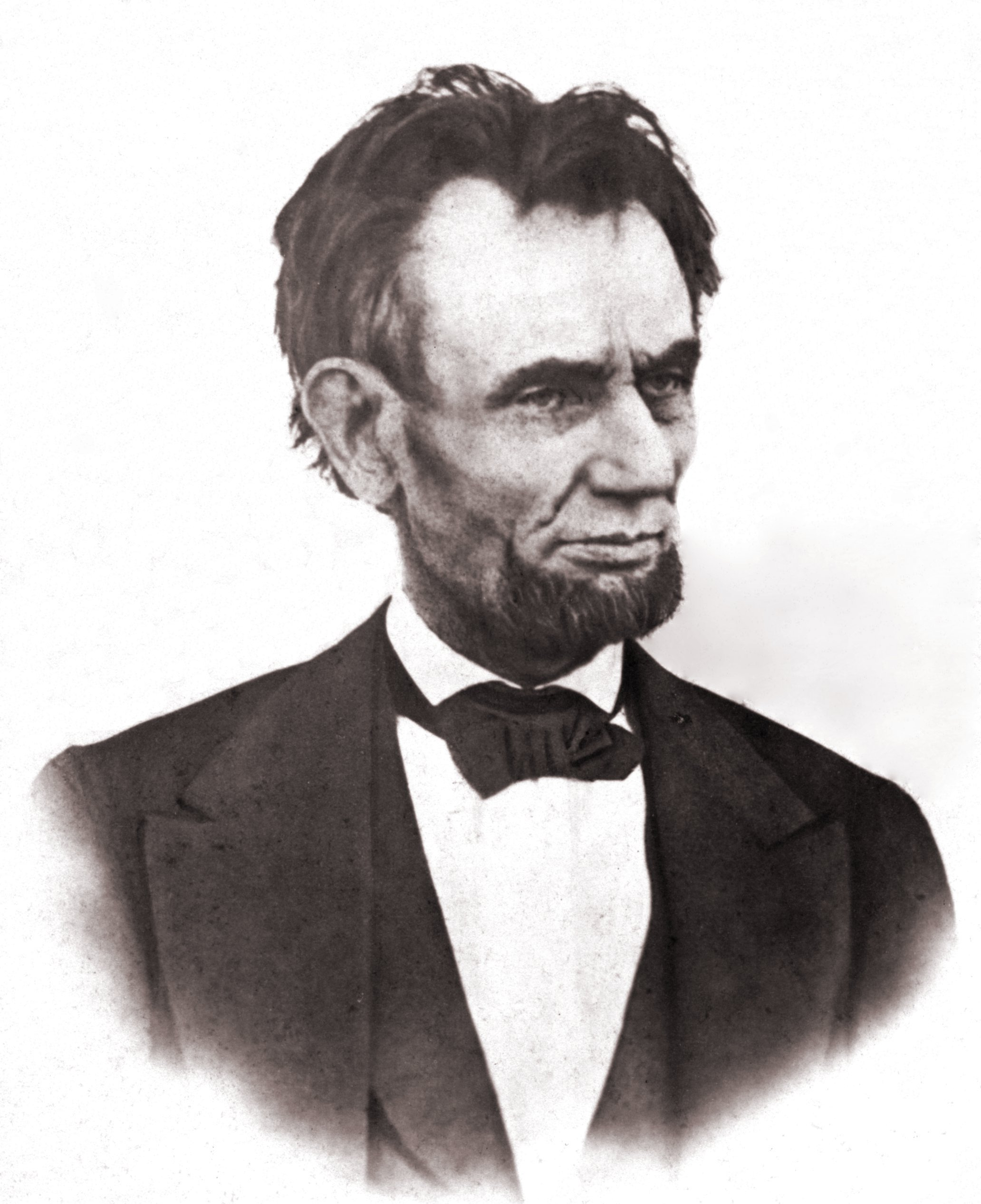
Ultima fotografie bună a lui Lincoln, realizată pe balconul Casei Albe, la

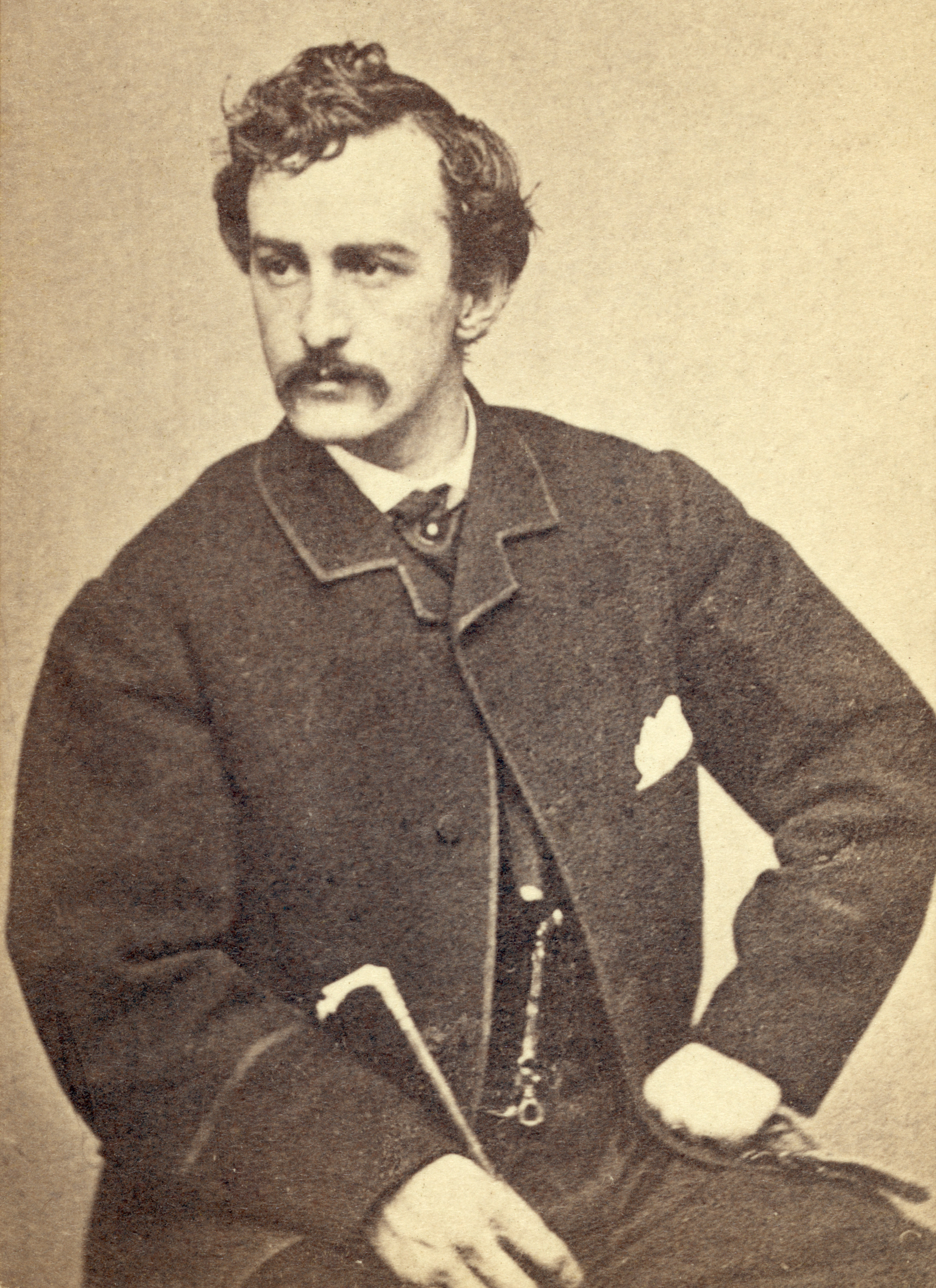
John Wilkes Booth

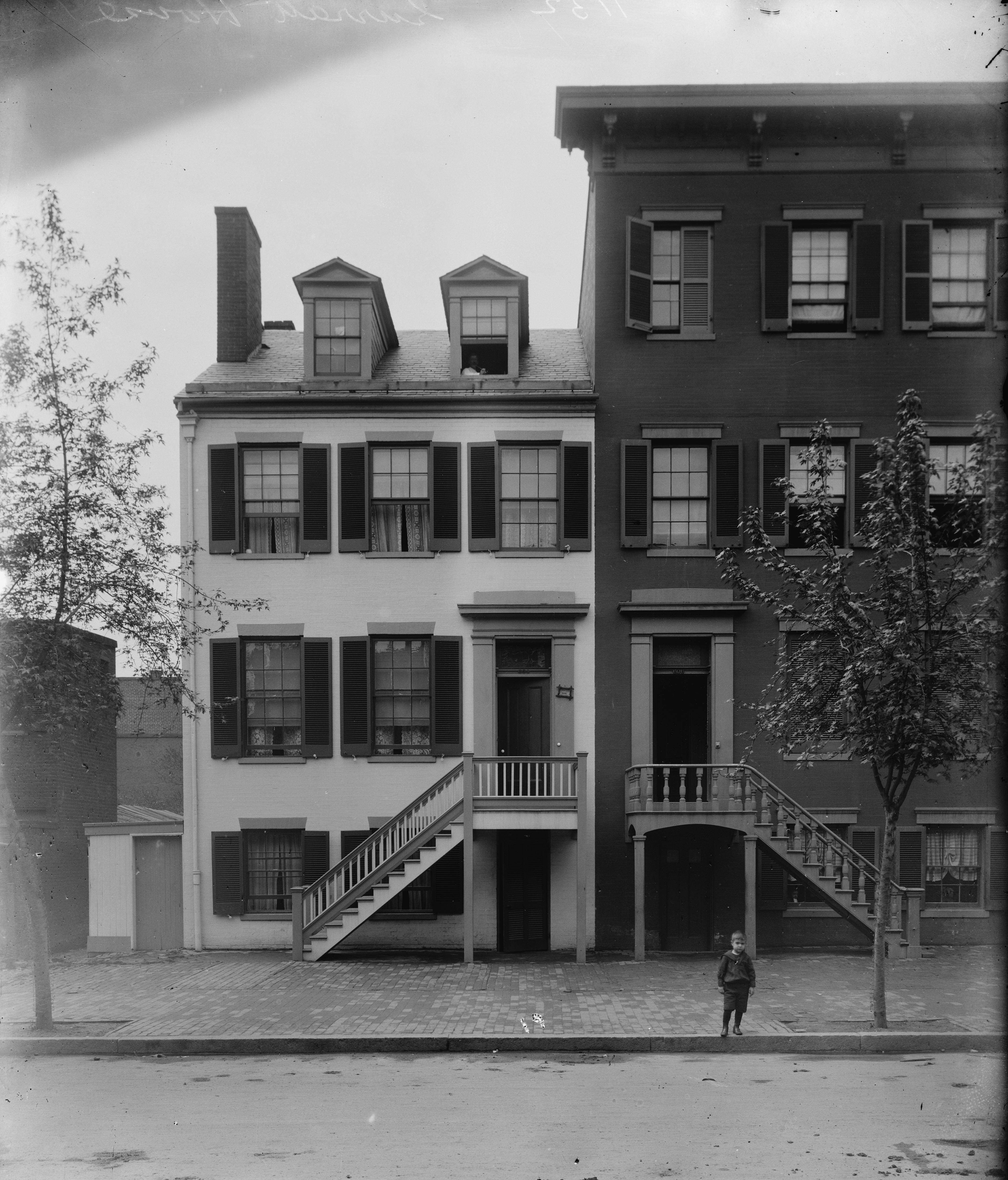
Casa Surratt

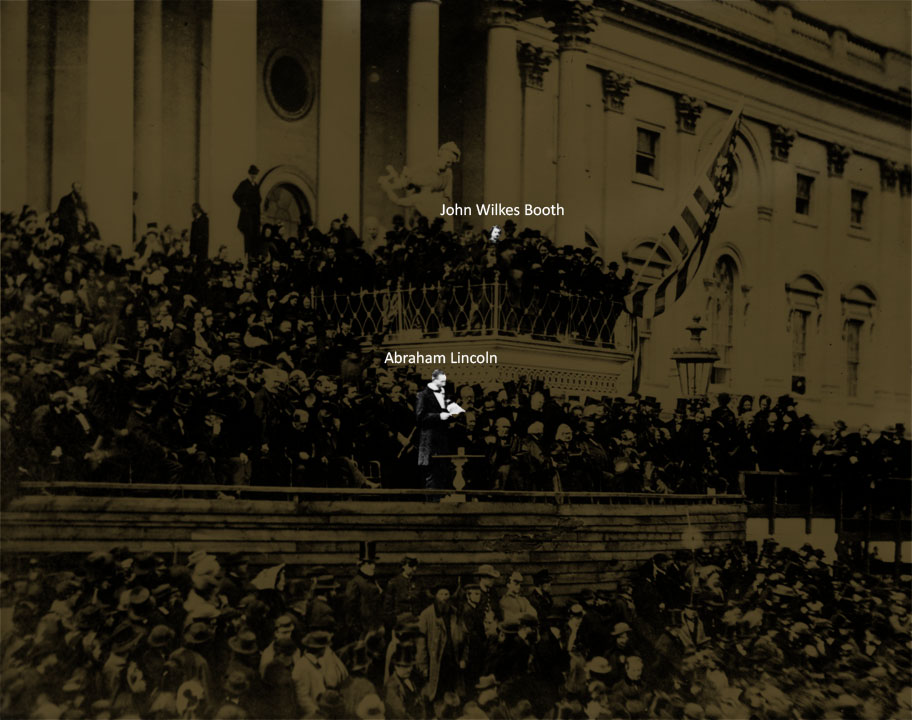
Booth era prezent în timp ce Lincoln ținea cu o lună înainte de asasinat.

John Wilkes Booth, născut în Maryland într-o familie de actori de renume, devenise, în momentul asasinării, un actor celebru și o celebritate națională în sine. El era și un vocal simpatizant al Confederației; la sfârșitul anului 1860, a fost primit în gruparea pro-confederată Cavalerii Cercului de Aur⁠(d) din Baltimore. :67
În martie 1864, Ulysses S. Grant, comandantul armatelor Uniunii, a suspendat schimbul de prizonieri de război cu Armata Confederată⁠(d) pentru a crește presiunea asupra Sudului strâmtorat la capitolul forță de luptă. Booth a conceput un plan de răpire a lui Lincoln pentru a șantaja Nordul să reia schimburile de prizonieri,:130–4  și i-a recrutat pe Samuel Arnold, George Atzerodt⁠(d), David Herold⁠(d), Michael O'Laughlen⁠(d), Lewis Powell (cunoscut și sub numele de "Lewis Paine"), și John Surratt⁠(d) să-l ajute. Mama lui Surratt, Mary Surratt⁠(d), și-a părăsit taverna din Surrattsville, Maryland⁠(d), și s-a mutat într-o casă din Washington, DC, unde Booth a devenit un vizitator frecvent.
Deși Booth și Lincoln nu se cunoșteau personal, Lincoln îl văzuse pe Booth la Teatrul Ford în 1863.:419 După asasinat, actorul Frank Mordaunt a scris că Lincoln, care se pare că nu avea nicio bănuială cu privire la Booth, îl admira ca actor și îl invitase în repetate rânduri (fără succes) să viziteze Casa Albă.:325–6 Booth a participat la cea de a doua inaugurare a lui Lincoln pe 4 martie 1865, scriind în jurnalul său după aceea: „Ce șansă excelentă am avut, dacă voiam, să-l omor pe președinte în ziua inaugurării!”:174,437n41
Pe 17 martie, Booth și ceilalți conspiratori au pus la cale să-l răpească pe Lincoln în timp ce se întorcea de la o piesă de teatru la Spitalul Militar Campbell. Dar Lincoln nu a mai mers la piesă, ci a participat la o ceremonie la National Hotel⁠(d);:185 Booth stătea la acea dată chiar la National Hotel și, dacă nu s-ar fi dus la spital pentru încercarea eșuată de răpire, ar fi putut să-l atace pe Lincoln la hotel.:185–6,439n17:25
 

Între timp, Confederația se prăbușea. La 3 aprilie, Richmond, Virginia, capitala confederată, a căzut în mâinile Armatei Uniunii. La 9 aprilie, generalul comandant al armatelor Statelor Confederate⁠(d) Robert E. Lee și a sa Armată a Virginiei de Nord⁠(d) s-au predat generalului comandant al Armatei Statelor Unite⁠(d) Ulysses S. Grant și Armatei Potomacului⁠(d) condusă de acesta, după bătălia de la Appomattox Court House. Președintele confederației Jefferson Davis și alți oficiali ai Confederației fugiseră. Însă Booth a continuat să creadă în cauza confederată și a căutat o cale de a o salva. :728

### Motiv
Există diverse teorii despre motivațiile lui Booth. Într-o scrisoare adresată mamei sale, el scria despre dorința sa de a răzbuna Sudul. Doris Kearns Goodwin⁠(d) a susținut ideea că un alt factor ar fi fost rivalitatea lui Booth cu cunoscutul său frate mai mare, actorul Edwin Booth⁠(d), un unionist loial. David S. Reynolds⁠(d) crede că Booth îl admira foarte mult pe aboliționistul John Brown; sora lui Booth, Asia Booth Clarke⁠(d), l-a citat spunând: „John Brown era un om inspirat, cel mai măreț personaj al secolului!” Pe 11 aprilie, Booth a participat la ultima cuvântare a lui Lincoln⁠(d), în care Lincoln a promovat dreptul de vot pentru negri; Booth a spus „asta înseamnă cetățenie pentru negrotei. . . . Ăsta e ultimul discurs pe care o să-l mai țină vreodată.”
Înfuriat, Booth l-a îndemnat pe Lewis Powell⁠(d) să-l împuște pe Lincoln pe loc. Nu se știe exact dacă Booth a făcut această cerere pentru că nu era chiar el înarmat și/sau pentru că îl considera pe Powell un țintaș mai bun decât el (Powell, spre deosebire de Booth, a luptat în Armata Confederată și, prin urmare, avea experiență militară). În orice caz, Powell a refuzat de teama mulțimii și Booth fie nu a putut, fie nu a vrut să încerce el să-l ucidă pe președinte. Cu toate acestea, Booth i-a spus lui David Herold: „Pentru Dumnezeu, o să-l omor.” :91

### Presimțirile lui Lincoln
Potrivit lui Ward Hill Lamon⁠(d), cu trei zile înainte de moartea sa, Lincoln a relatat un vis în care a rătăcea prin Casa Albă, căutând sursa unor plânsete.
„Am continuat până am ajuns în Sala de Est⁠(d), în care am intrat. Acolo am dat peste o surpriză neplăcută. În fața mea era un catafalc⁠(d), pe care ședea un leș în veșminte funerare. În jurul său erau așezați soldați care stăteau de pază; și era o mulțime de oameni, ce priveau îndoliați leșul, a cărui față era acoperită, și alții plângeau. „Cine a murit la Casa Albă?” am întrebat pe unul din soldați, „Președintele”, mi-a răspuns; „a fost omorât de un asasin.””
Cu toate acestea, Lincoln a continuat să-i spună lui Lamon că „în acest vis nu eram eu mort, era altcineva. Se pare că acest asasin fantomatic și-a încercat mâna pe altcineva." Cercetătorul paranormal Joe Nickell⁠(d) scrie că visele despre asasinat nu ar fi ceva neobișnuit, având în vedere complotul Baltimore⁠(d) și o altă tentativă de asasinat în care pălăria lui Lincoln a fost perforată de un glonț.
De luni de zile, Lincoln arătase palid și obosit, dar în dimineața asasinatului le-a spus oamenilor cât de fericit era. Prima doamnă Mary Todd Lincoln a simțit că o asemenea discuție poate aduce ghinion.:346 Lincoln a spus cabinetului său că visase să se afle pe o „navă singulară și de nedescris care se deplasa cu mare rapiditate către un țărm întunecat și nedefinit” și că a avut același vis înainte „aproape orice eveniment mare și important al războiului", cum ar fi victoriile de la Antietam, Murfreesboro⁠(d), Gettysburg și Vicksburg.

## Pregătirile

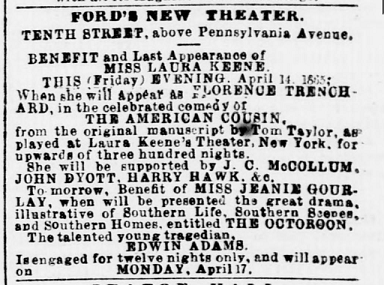
Publicitate pentru Our American Cousin (Washington, ziarul Evening Star,)

Pe 14 aprilie, dimineața lui Booth a început la miezul nopții. El i-a scris mamei că totul este bine, dar că „se grăbește”. În jurnalul său, el a scris că „cauza noastră fiind aproape pierdută, trebuie făcut ceva hotărât și măreț”. :728:346
În timp ce vizita Teatrul lui Ford⁠(d) în jurul prânzului pentru a-și ridica corespondența, Booth a aflat că Lincoln și Grant urmau să vadă acolo piesa Our American Cousin⁠(d). Aceasta i-a oferit o oportunitate deosebit de bună de a-l ataca pe Lincoln, deoarece, după ce jucase acolo de mai multe ori, știa aspectul teatrului și era cunoscut personalului de acolo.:12 :108–9 S-a dus la pensiunea lui Mary Surratt din Washington, DC și i-a cerut să livreze un pachet la taverna ei din Surrattsville, Maryland. El i-a cerut, de asemenea, să-i spună chiriașului său, Louis J. Weichmann⁠(d), să pregătească armele și munițiile pe care Booth le păstrase anterior la tavernă.:19

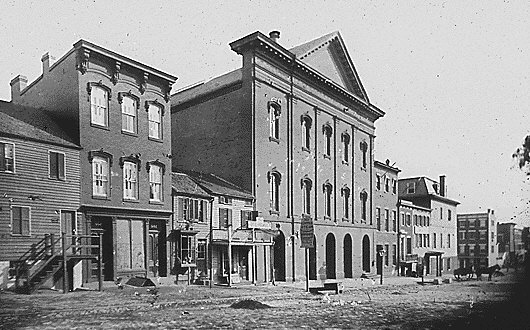
Teatrul lui Ford

Conspiratorii s-au întâlnit pentru ultima dată la 8:45 p.m. Booth l-a desemnat pe Lewis Powell să-l omoare pe secretarul de stat William H. Seward la el acasă, pe George Atzerodt⁠(d) să-l omoare pe vicepreședintele Andrew Johnson la hotelul Kirkwood și pe David E. Herold⁠(d) să-l îndrume pe Powell (care nu cunoștea Washingtonul) la casa Seward și apoi la o întâlnire cu Booth în Maryland.
John Wilkes Booth a fost singurul membru bine cunoscut al conspirației. Este probabil că el a presupus în mod rezonabil (dar în cele din urmă, în mod incorect) că intrarea în Loja Prezidențială va fi păzită și că el va fi singurul complotist cu șanse rezonabile de a avea acces la președinte sau cel puțin de a obține intrarea în lojă fără a fi percheziționat mai întâi de arme. Booth a pus la cale să-l împuște pe Lincoln e la mică distanță cu Deringerul⁠(d) său dintr-un singur foc și apoi să-l înjunghie pe Grant, la Teatrul lui Ford. Toți urmau să lovească simultan la scurt timp după ora zece.:112  Atzerodt a încercat să se retragă din complot, care până în acest moment implicase doar răpire, nu și crimă, dar Booth l-a presat să continue.:212

## Asasinarea lui Lincoln

Loja lui Lincoln

### Lincoln sosește la teatru
În ciuda celor auzite de Booth mai devreme în acea zi, Grant și soția sa, Julia Grant, refuzaseră să-l însoțească pe Lincoln, deoarece Mary Lincoln și Julia Grant nu erau în relații bune.:45 Și alții au refuzat, de asemenea, invitația lui Lincoln, până când în cele din urmă au acceptat maiorul Henry Rathbone⁠(d) și logodnica sa Clara Harris⁠(d) (fiica senatorului de New York Ira Harris⁠(d)).:32  La un moment dat, Mary Lincoln a suferit o durere de cap și s-a gândit să rămână acasă, dar Lincoln i-a spus că trebuie să participe, deoarece ziarele anunțaseră că o va face. Lacheul lui Lincoln, William H. Crook⁠(d), l-a sfătuit să nu meargă, dar Lincoln a spus că i-a promis soției sale. Lincoln i-a spus președintelui Camerei⁠(d) Schuyler Colfax: „Presupun că este timpul să plec, deși aș prefera să rămân” înainte de a o ajuta pe Mary să intre în trăsură.
Președintele și invitații săi au sosit târziu și s-au așezat în loja lor (două loje alăturate, cu peretele despărțitor înlăturat). Piesa a fost întreruptă, iar orchestra a cântat „Hail to the Chief⁠(d)”, în timp ce sala plină de aproximativ 1.700 de persoane a izbucnit în aplauze. Lincoln s-a așezat pe un balansoar care fusese ales pentru el din mobilierul personal al familiei Ford.

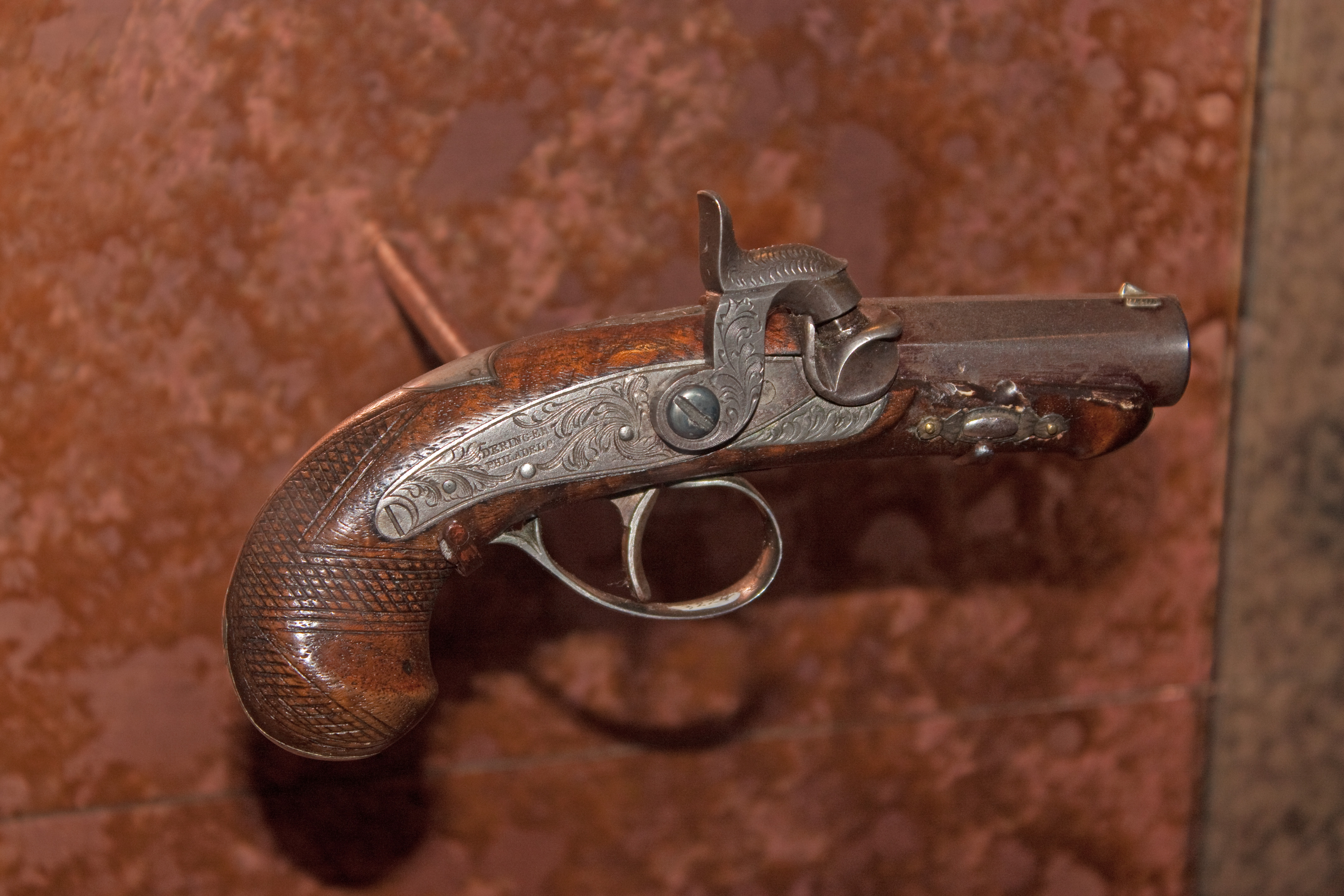
Pistolul al lui Booth

Actorii au modificat o replică a piesei în cinstea lui Lincoln: când eroina a cerut un loc ferit de curent, răspunsul – în original: „Ei bine, nu ești singurul care vrea să scape de curent” [cu sensul draft = recrutare în armată] – a fost schimbat în „Recrutarea a fost deja oprită din ordinul președintelui!” Un membru al publicului a observat că Mary Lincoln a atras adesea atenția soțului ei asupra unor aspecte ale acțiunii de pe scenă și „părea să aibă o mare mulțumire să asiste la plăcerea sa”.
La un moment dat, Mary Lincoln i-a șoptit lui Lincoln, care o ținea de mână: „Ce va crede domnișoara Harris că mă țin de tine așa? Lincoln a răspuns: „Nu se va gândi nimic la asta”.:39 În anii următori aceste cuvinte au fost considerate în mod tradițional ca fiind ultimele spuse de Lincoln, deși NW Miner, un prieten de familie, a susținut în 1882 că Mary Lincoln i-a spus că prin ultimele cuvinte, Lincoln și-a exprimat dorința de a vizita Ierusalimul.

### Booth îl împușcă pe Lincoln

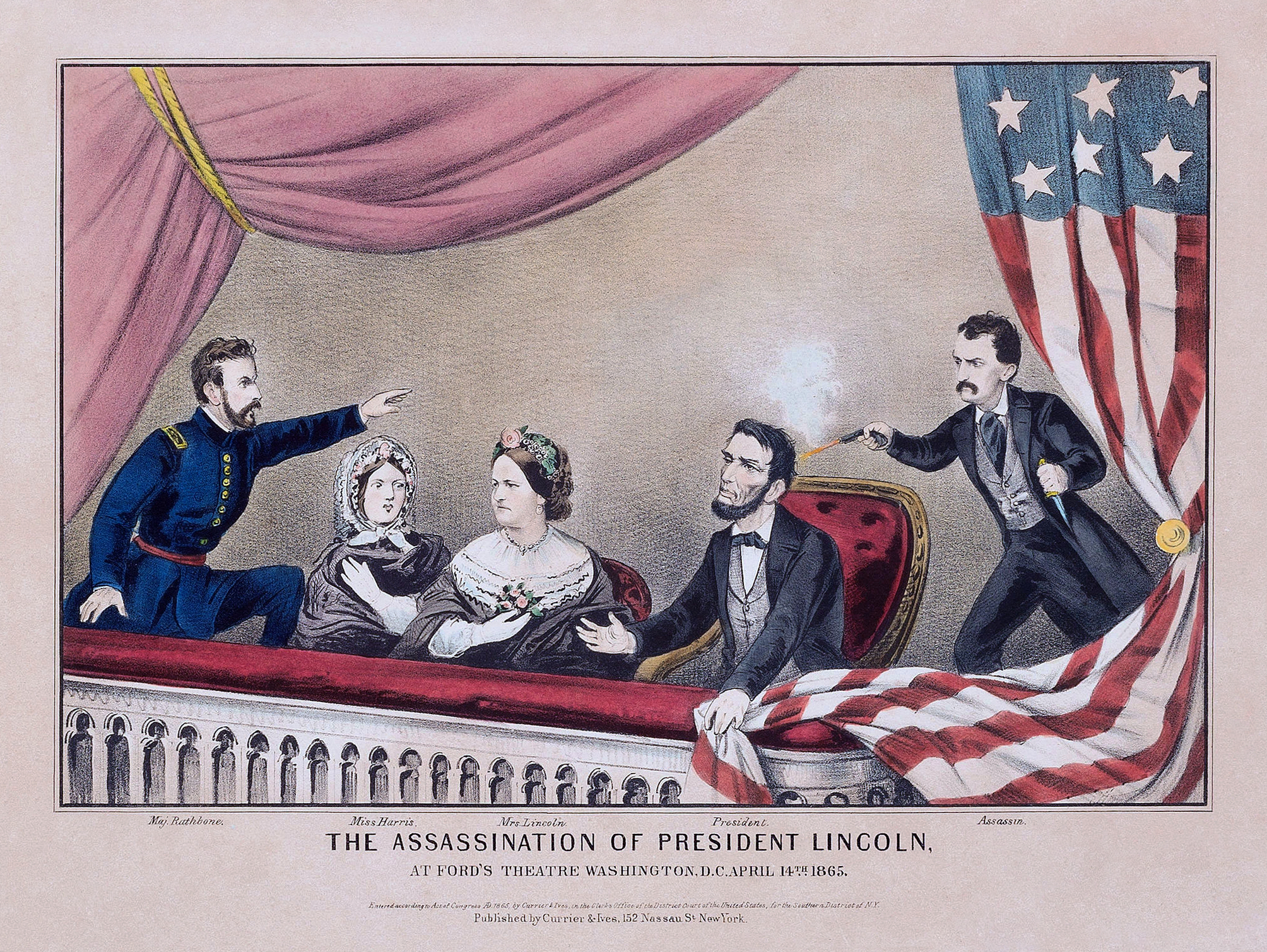
Această gravură (1865) sugerează că Rathbone se ridica deja în timp ce Booth trăgea; de fapt, Rathbone nu știa de prezența Booth până când a auzit împușcătura.

Cum Crook era liber și Ward Hill Lamon⁠(d) plecat, polițistul John Frederick Parker⁠(d) a fost însărcinat să păzească loja președintelui. La pauză, el a mers la o tavernă din apropiere, împreună cu valetul lui Lincoln, Charles Forbes și cu vizitiul Francis Burke. Era aceeași tavernă lângă care Booth aștepta luând câteva băuturi pentru a-și pregăti timpul. Nu este clar dacă s-a întors la teatru, dar cu siguranță nu era la postul său când Booth a intrat în lojă. În orice caz, nu există nicio certitudine că intrarea ar fi fost refuzată unei celebrități precum Booth, iar faptul că Booth a pregătit o proptea cu care să blocheze ușa după ce intră în lojă indică faptul că se aștepta la un paznic. După ce a petrecut timp la cârciumă, Booth a mai intrat o dată la în Teatrul lui Ford la aproximativ 10:10 pm, de data aceasta, prin intrarea din față a teatrului. A trecut prin foaier și s-a dus la ușa care ducea la loja prezidențială, după ce i-a arătat lui Charles Forbes cartea sa de vizită. Chirurgul Marinei George Brainerd Todd a văzut sosirea lui Booth: 
„Pe la 10:25 pm, a venit un om și a mers încet pe partea unde era loja „Pres” și am auzit pe cineva spunând „uite-l pe Booth” și m-am întors să mă uit la el. Încă mergea foarte încet și era aproape de ușa lojei când s-a oprit, a scos o carte de vizită din buzunar, a scris ceva pe ea, și a dat-o valetului care a dus-o în lojă. Într-un minut, ușa s-a deschis și el a intrat.”
Odată ajuns în hol, Booth a baricadat ușa punând un băț între acesta și perete. De aici, o a doua ușă ducea la loja lui Lincoln. Există dovezi că, la începutul zilei, Booth dăduse o gaură în această a doua ușă, deși nu se știe sigur dacă a fost așa.:173

Registrul Poliției Metropolitane Washington din (sfertul inferior al paginii): „La această dată, vestea asasinării dlui Lincoln ... a fost adusă la acest birou ... asasinul este un om pe nume J. Wilks Booth.”

Booth știa pe de rost piesa de teatru și a așteptat să-și sincronizeze atacul la ora 22:15, cu râsul la una dintre replicile hilare ale piesei, pronunțată de actorul Harry Hawk⁠(d): „Well, I guess I know enough to turn you inside out, old gal; you sockdologizing old man-trap!". Lincoln râdea de această replică :96 atunci când Booth a deschis ușa, a făcut un în față și l-a împușcat în ceafă cu un derringer.
Glonțul a intrat în craniul lui Lincoln în spatele urechii stângi, i-a trecut prin creier și s-a oprit lângă partea din față a craniului după ce a fracturat ambele plăci orbitale⁠(d). Lincoln s-a aplecat în față pe scaun și apoi a căzut pe spate.  Rathbone se ridica și l-a văzut pe Booth înconjurat de fumul de la focul de armă, la mai puțin de patru metri în spatele lui Lincoln; Booth a strigat un cuvânt despre care Rathbon e crezut că sună ca „Libertate!” 

### Fuga lui Booth

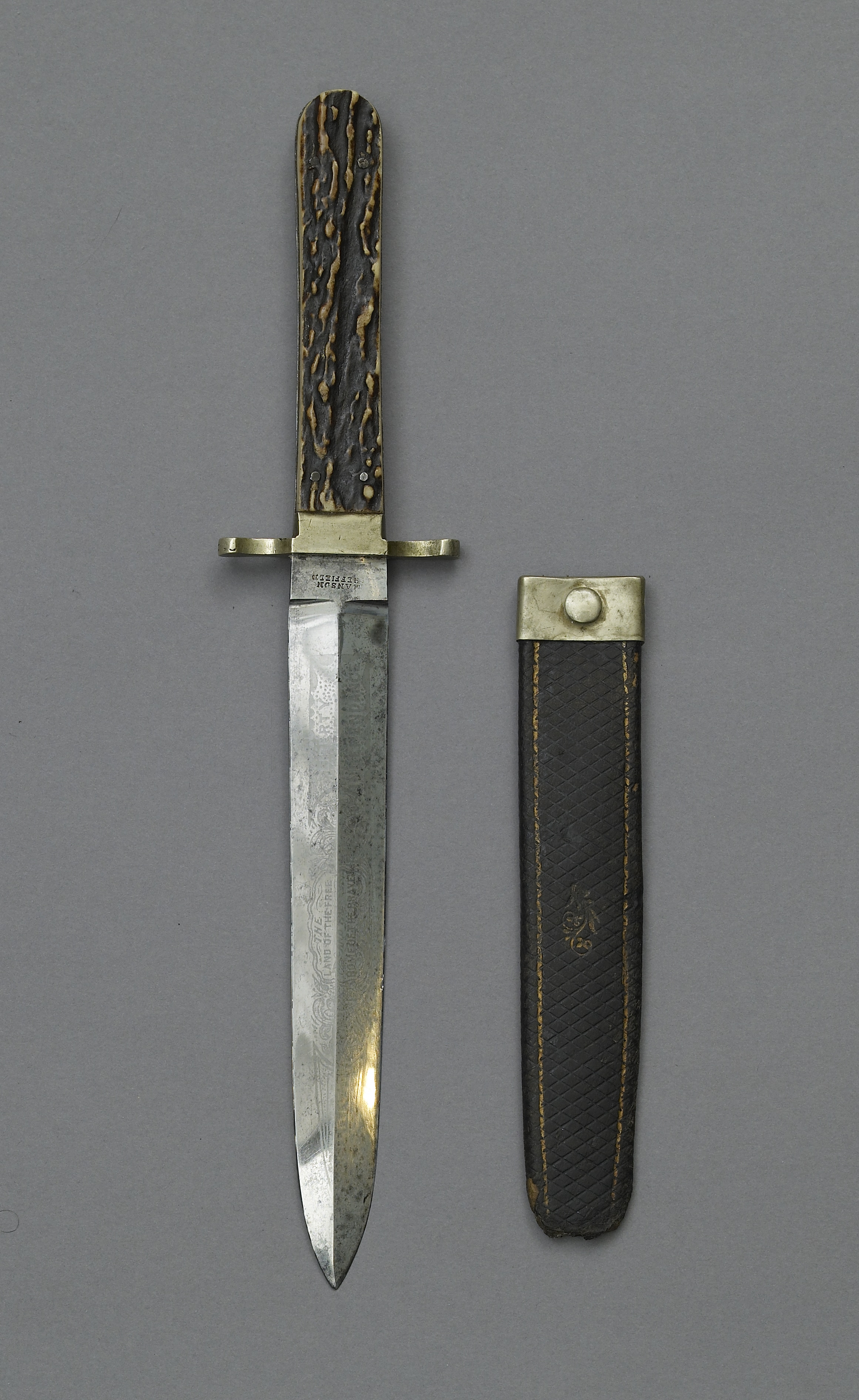
Pumnalul lui Booth

Rathbone a sărit de pe scaun și s-a luptat cu Booth, care și-a scăpat pistolul și a tras un cuțit, cu care l-a înjunghiat pe Rathbone în antebrațul stâng. Acesta l-a apucat din nou pe Booth când se pregătea să sară din lojă pe scenă, o cădere de douăzeci de metri;  Pintenul lui Booth s-a încurcat în steagul Trezoreriei care decora loja și el a aterizat rău, pe piciorul stâng. În timp ce începea să traverseze scena, mulți oameni din public credeau că face parte din piesă.
Booth își ținea cuțitul însângerat deasupra capului și a țipat ceva către public. Deși tradițional se spune că Booth ar fi strigat deviza statului Virginia, Sic semper tyrannis! („Asta [va fi] mereu [soarta] tiranilor”) fie din lojă, fie de pe scenă, relatările martorilor sunt contradictorii.:739 Cei mai mulți își aminteau că au auzit Sic semper tyrannis! dar alții (inclusiv Booth însuși) a spus că a strigat doar Sic semper!  (Unii nu și-au amintit că Booth ar fi spus ceva în latină.) La fel, nu se știe sigur ce a strigat Booth în continuare, în engleză: „Sudul a fost răzbunat!”,:48 „Răzbunare pentru Sud!” sau „Sudul va fi liber!” (Doi martori și-au amintit că Booth ar fi spus: „Am făcut-o!”)
Imediat după ce Booth a aterizat pe scenă, maiorul Joseph B. Stewart a urcat peste fosa orchestrei și peste luminile de jos și l-a urmărit pe Booth peste scenă. Țipetele lui Mary Lincoln și ale Clarei Harris, și strigătele lui Rathbone de „Opriți-l pe ăla!”:49 i-au determinat pe alții să se alăture goanei, în timp ce se instaura haosul.
Booth a traversat scena și a ieșit printr-o ușă laterală, în timp ce îl înjunghia pe liderul orchestrei William Withers, Jr.  Lăsase un cal pe alee și când a sărit în șa, Booth l-a dat la o parte pe Joseph Burroughs, care ținuse calul, lovindu-l cu mânerul cuțitului.    

### Moartea lui Lincoln

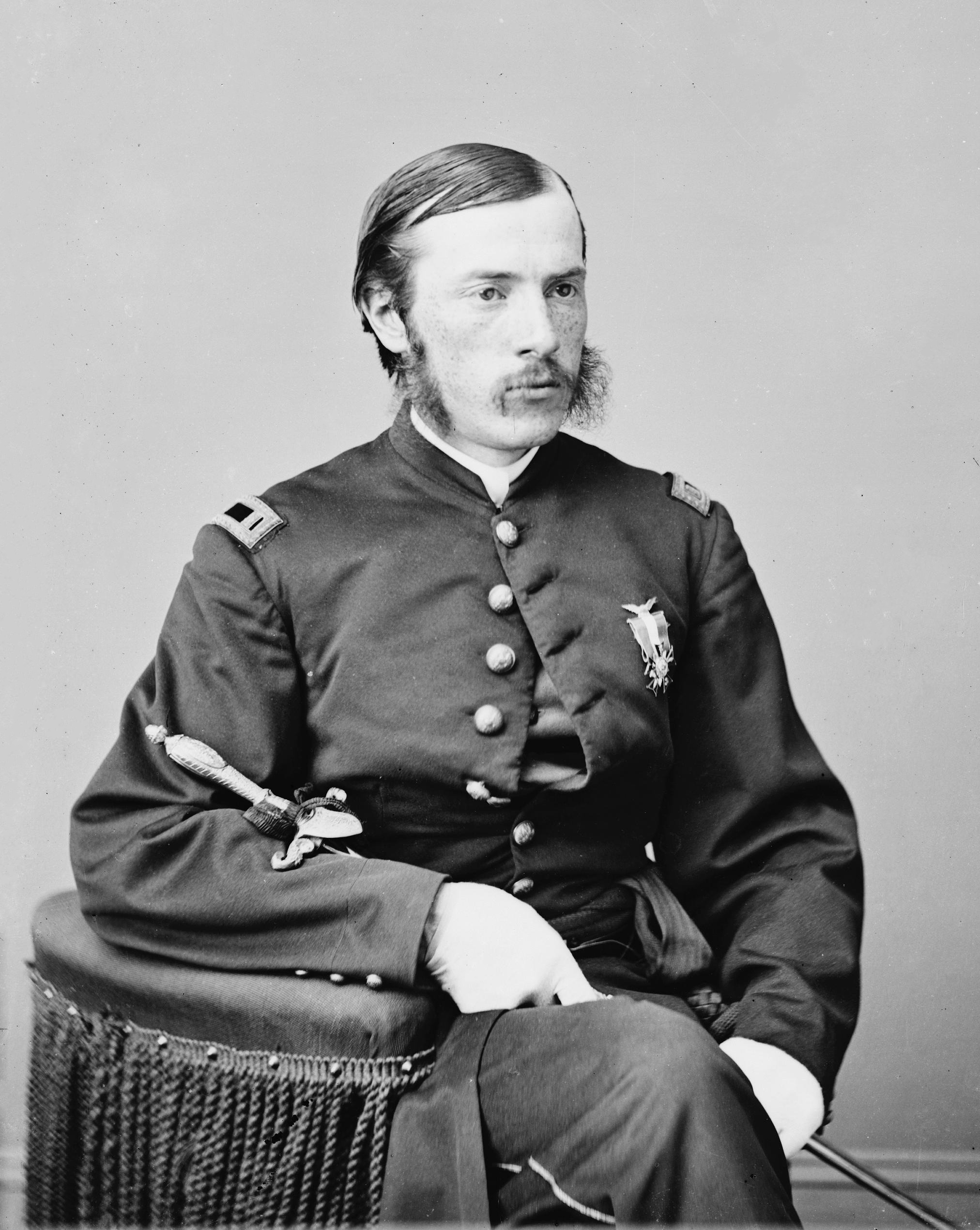
Chirurgul Charles Leale

Charles Leale, un tânăr chirurg militar, și-a făcut loc prin mulțime până la ușa lojei lui Lincoln, dar nu a putut să o deschidă până când Rathbone, dinăuntru, a observat și a scos propteaua de lemn cu care Booth blocase ușa.:120
Leale l-a găsit pe Lincoln așezat cu capul aplecat spre dreapta, în timp ce Mary îl ținea în brațe și plângea: „Avea ochii închiși și se afla într-o stare profund comatoasă, iar respirația lui era intermitentă și extrem de gâfâită. Crezând că Lincoln fusese înjunghiat, Leale l-a întins pe podea. Între timp, un alt medic, Charles Sabin Taft⁠(d), a fost ridicat în lojă de pe scenă.
După ce spectatorul William Kent și Leale au tăiat gulerul lui Lincoln și i-au descheiat haina și cămașa, nu au găsit nici o plagă înjunghiată, Leale a localizat plaga împușcată din spatele urechii stângi. El a găsit glonțul prea adânc pentru a fi îndepărtat, dar a reușit să scoată un cheag, după care respirația lui Lincoln s-a îmbunătățit;:121–2 el a constatat că îndepărtarea regulată a noilor cheaguri îi menținea respirația lui Lincoln. După ce i-a făcut respirație artificială lui Lincoln, dr. Leale i-a permis actriței Laura Keene⁠(d) să țină capul președintelui în poală, iar el a declarat că rana este mortală.:78

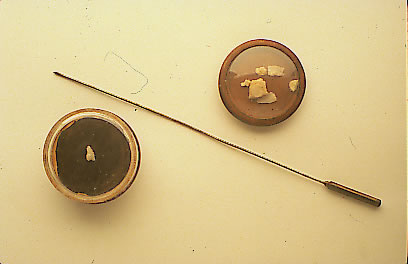
Fragmente de craniu și sonda utilizate.

Leale, Taft și un alt medic, Albert King⁠(d), au decis că Lincoln trebuie mutat în cea mai apropiată casă de pe Tenth Street, deoarece o călătorie cu trăsura până la Casa Albă era prea periculoasă. Cu atenție, șapte bărbați l-au luat pe Lincoln și l-au dus încet din teatru, care era plin de o gloată furioasă. După ce s-au gândit să-l ducă alături, la Star Saloon al lui Peter Taltavull⁠(d), au hotărât până la urmă să îl ducă pe Lincoln la una dintre casele de peste drum. Ploua în timp ce soldații îl duceau pe Lincoln pe stradă, unde un bărbat i-a chemat spre casa croitorului William Petersen⁠(d). În dormitorul de la primul etaj al lui Petersen, Lincoln, care era extrem de înalt, a fost așezat în diagonală pe un pat mic.:123–4

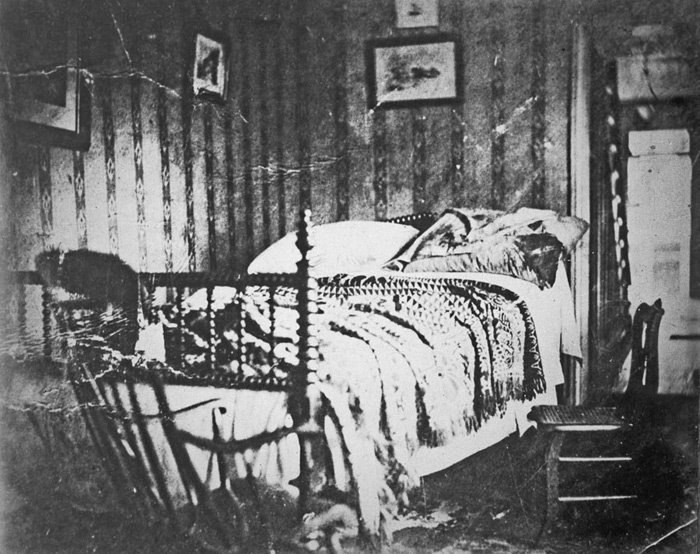
Patul de moarte al lui Lincoln

După ce au îndepărtat pe toată lumea din cameră, inclusiv pe doamna Lincoln, medicii i-au tăiat hainele lui Lincoln, dar nu au descoperit alte răni; descoperind că Lincoln era rece, au aplicat sticle de apă fierbinte și comprese cu muștar în timp ce-i acopereau corpul rece cu pături. Mai târziu, au sosit mai mulți medici: chirurgul general⁠(d) Joseph K. Barnes⁠(d), Charles Henry Crane⁠(d), Anderson Ruffin Abbott⁠(d) și Robert K. Stone⁠(d) (medicul personal al lui Lincoln). Toți au căzut de acord că nu se poate face nimic pentru Lincoln. Barnes a cercetat rana, localizând glonțul și câteva fragmente osoase. Pe tot parcursul nopții, pe măsură ce hemoragia continua, au îndepărtat cheagurile de sânge pentru a ameliora presiunea asupra creierului, iar Leale a ținut strâns mâna președintelui, „pentru a-i comunica că este în legătură cu umanitatea și că are un prieten.”:14
Fiul mai mare al lui Lincoln, Robert Todd Lincoln⁠(d), a sosit în jurul orei 23:00, dar Tad Lincoln⁠(d), în vârstă de doisprezece ani, care urmărea o piesă cu „Aladdin” la Teatrul lui Grover când a aflat despre asasinarea tatălui său la Teatrul lui Ford, a fost ținut departe. Au sosit secretarul Marinei⁠(d) Gideon Welles⁠(d) și secretarul de război Edwin M. Stanton. Stanton a insistat ca Mary Lincoln, care plângea, să părăsească camera bolnavului, apoi pentru restul nopții, el a condus în esență guvernul Statelor Unite din casă, inclusiv în acțiunea de căutare a lui Booth și a celorlalți conspiratori.:127–8  Gărzile au ținut publicul la distanță, dar numeroși oficiali și medici au fost primiți pentru a-și aduce omagiul.

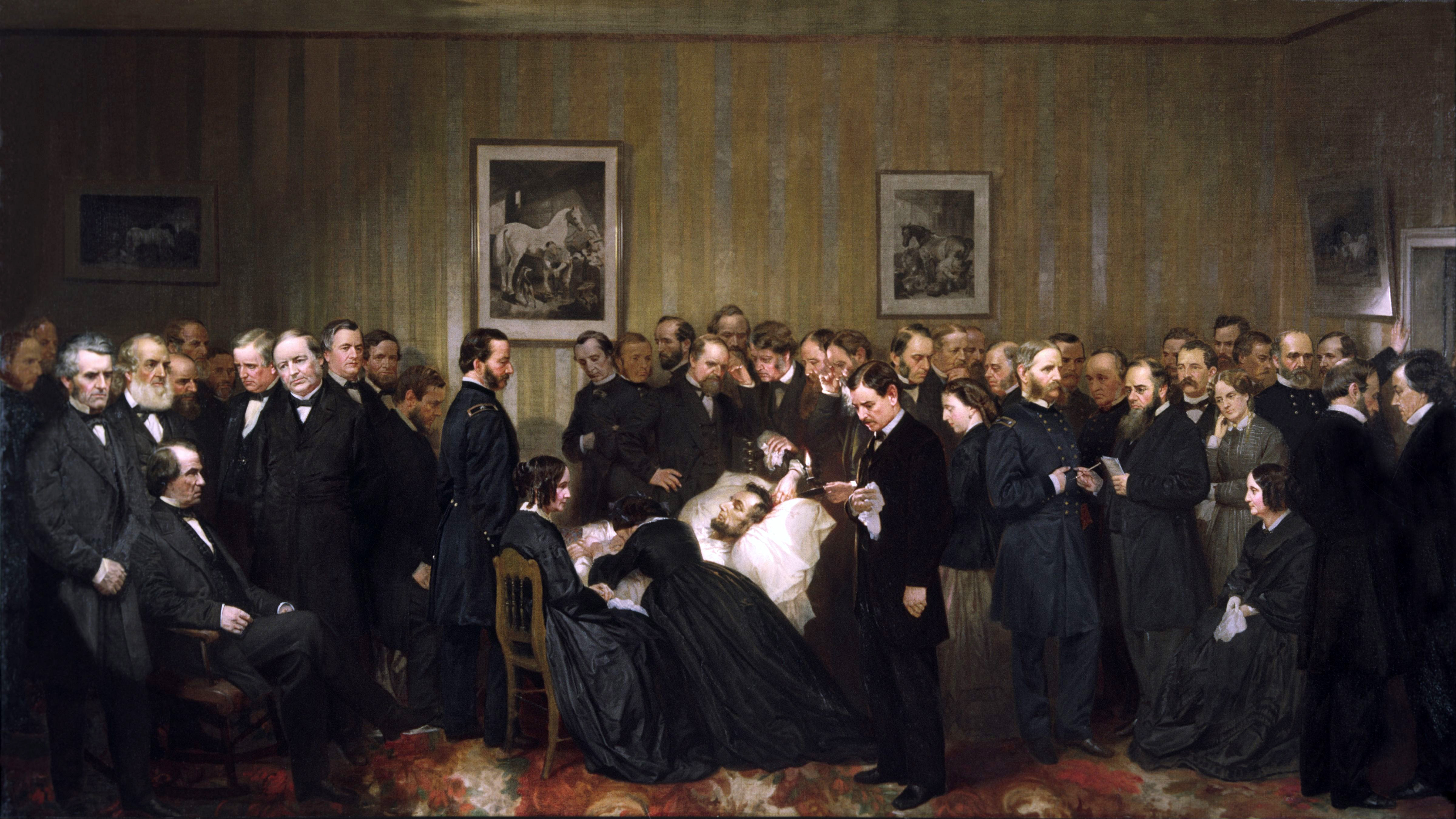
Ultimele ore ale lui Abraham Lincoln (1868)

Inițial, Lincoln părea liniștit, iar respirația lui era lentă și constantă. Mai târziu, unul dintre ochi i s-a umflat și partea dreaptă a feței sale s-a decolorat. Maunsell Bradhurst Field⁠(d) scria într-o scrisoare către The New York Times că președintele a început apoi „să respire regulat, dar cu efort, și nu pare să sufere”. Pe măsură ce se apropia de moarte, aspectul lui Lincoln a devenit „perfect natural” (cu excepția decolorării din jurul ochilor). Cu puțin înainte de 7 a.m., Lui Mary i s-a permis să se întoarcă lângă Lincoln și, așa cum relata Dixon, ea „s-a așezat din nou lângă președinte, sărutându-l și spunându-i vorbe de drag”.
Lincoln a murit la 7:22 pe 15 aprilie. Mary Lincoln nu era prezentă. În ultimele sale clipe, fața lui Lincoln a devenit calmă și respirația mai liniștită. Field a scris că nu există „nici o suferință aparentă, nici o acțiune convulsivă, nici un zgomot gutural ... [doar] o simplă încetare a respirației”. Potrivit secretarului lui Lincoln, John Hay, în momentul morții lui Lincoln, „un aspect de pace nespusă a venit asupra trăsăturilor sale obosite”. Adunarea a îngenuncheat pentru o rugăciune, după care Stanton a spus fie „acum el aparține veacurilor”, fie „acum el aparține îngerilor”.:134

La moartea lui Lincoln, vicepreședintele Johnson a devenit al 17-lea președinte și a depus jurământul în fața președintelui Curții Supreme Salmon Chase între orele 10 și 11.

## Powell îl atacă pe Seward

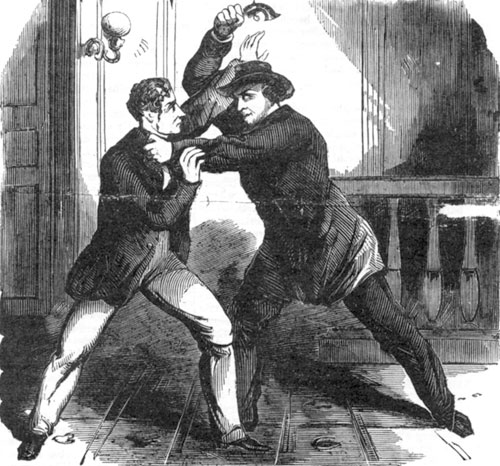
O ilustrare artistică a lui Lewis Powell atacându-l pe fiul lui William Seward

Booth îl desemnase pe Lewis Powell să-l omoare pe secretarul de stat William H. Seward. Pe 5 aprilie, Seward căzuse din trăsură, suferind o contuzie, o fractură la maxilar și una la braț. În noaptea asasinatului, el era la pat în casa sa din Parcul Lafayette. Herold l-a îndrumat pe Powell spre casa lui Seward. Powell era înarmat cu un revolver Whitney din 1858 (o armă mare, grea și populară în timpul Războiului Civil) și cu un cuțit Bowie⁠(d).
William Bell, valetul afro-american, a răspuns la ușă, când Powell a bătut la 10 minute după 10 pm, în timp ce John Wilkes Booth se îndrepta spre loja prezidențială de la Teatrul lui Ford. Powell i-a spus lui Bell că are medicamente de la medicul lui Seward și că instrucțiunile sale erau să îi arate personal lui Seward cum să le ia. Depășind scepticismul lui Bell, Powell a urcat scările către dormitorul de la etajul al treilea al lui Seward.:54:736 În partea de sus a scării a fost oprit de fiul lui Seward, secretarul de stat adjunct⁠(d) Frederick W. Seward⁠(d), căruia i-a repetat povestea despre medicamente; Frederick, bănuitor, a spus că tatăl său dormea.

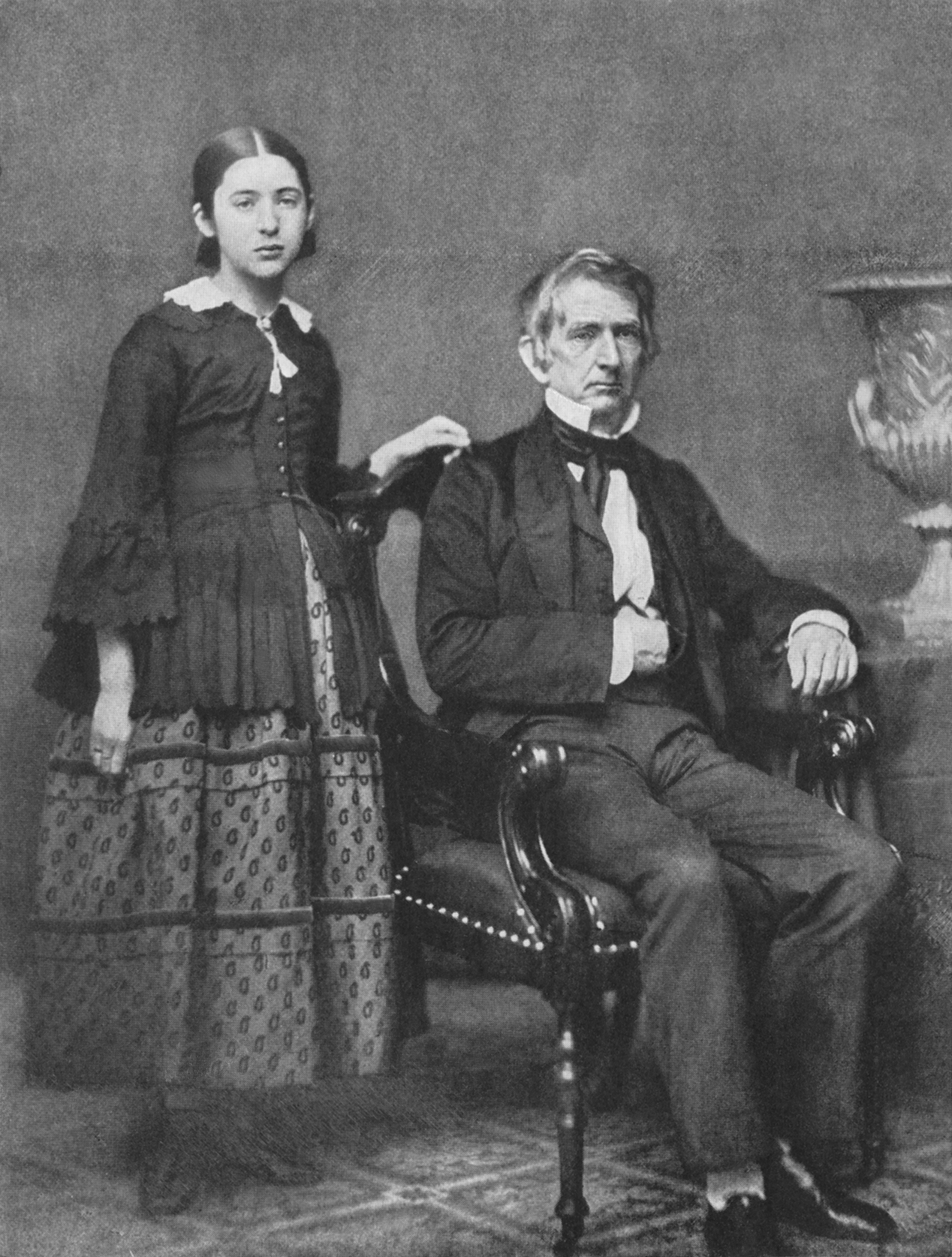
William și Fanny Seward în 1861

Fanny, fiica lui Seward, auzind voci, a ieșit din camera lui Seward și a spus: „Fred, s-a trezit tata”- dezvăluind astfel lui Powell unde se afla Seward. Powell s-a întors ca și când ar începe să coboare, dar dintr-o dată s-a întors din nou și și-a tras revolverul. A țintit spre fruntea lui Frederick și a apăsat pe trăgaci, dar arma s-a blocat, așa că l-a lovit cu pistolul pe Frederick până și-a pierdut cunoștința. Bell, strigând „Crimă! Crimă!”, a fugit afară după ajutor. Fanny a deschis din nou ușa și Powell a trecut pe lângă ea spre patul lui Seward. El l-a tăiat pe Seward pe față și pe gât, rupându-i obrazul,:58 dar atelele pe care doctorii i le puseseră lui Seward la maxilarul rupt (adesea descrise în mod eronat ca guler cervical⁠(d)) au împiedicat lama să pătrundă în vena jugulară.:737 În cele din urmă, el și-a revenit, deși a rămas cu cicatrici serioase pe față.
Fiul lui Seward, Augustus⁠(d) și sergentul George F. Robinson⁠(d), un soldat repartizat lui Seward, au fost alertați de țipetele lui Fanny și au fost și ei înjunghiați în lupta cu Powell. În timp ce Augustus se îndrepta spre un pistol, Powell a fugit în jos către ușă,:275  unde l-a întâlnit pe Emerick Hansell, un curier al Departamentului de Stat. Powell l-a înjunghiat și pe Hansell în spate, apoi a fugit afară exclamând „Sunt nebun! Sunt nebun!". Țipetele din casă îl speriaseră pe Herold, care fugise, lăsându-l pe Powell să se descurce singur într-un oraș necunoscut.:59

## Atzerodt nu reușește să-l atace pe Johnson

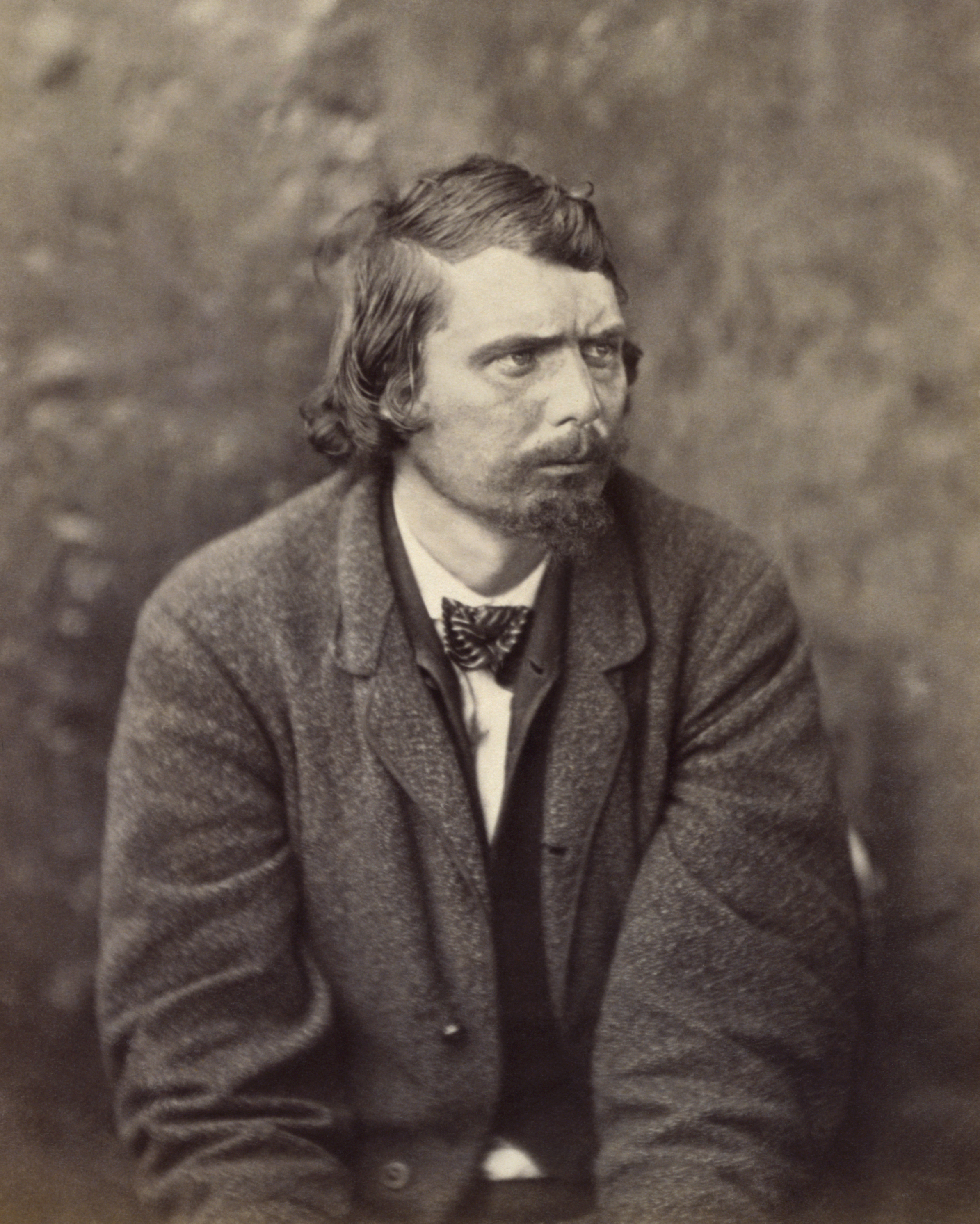
George Atzerodt

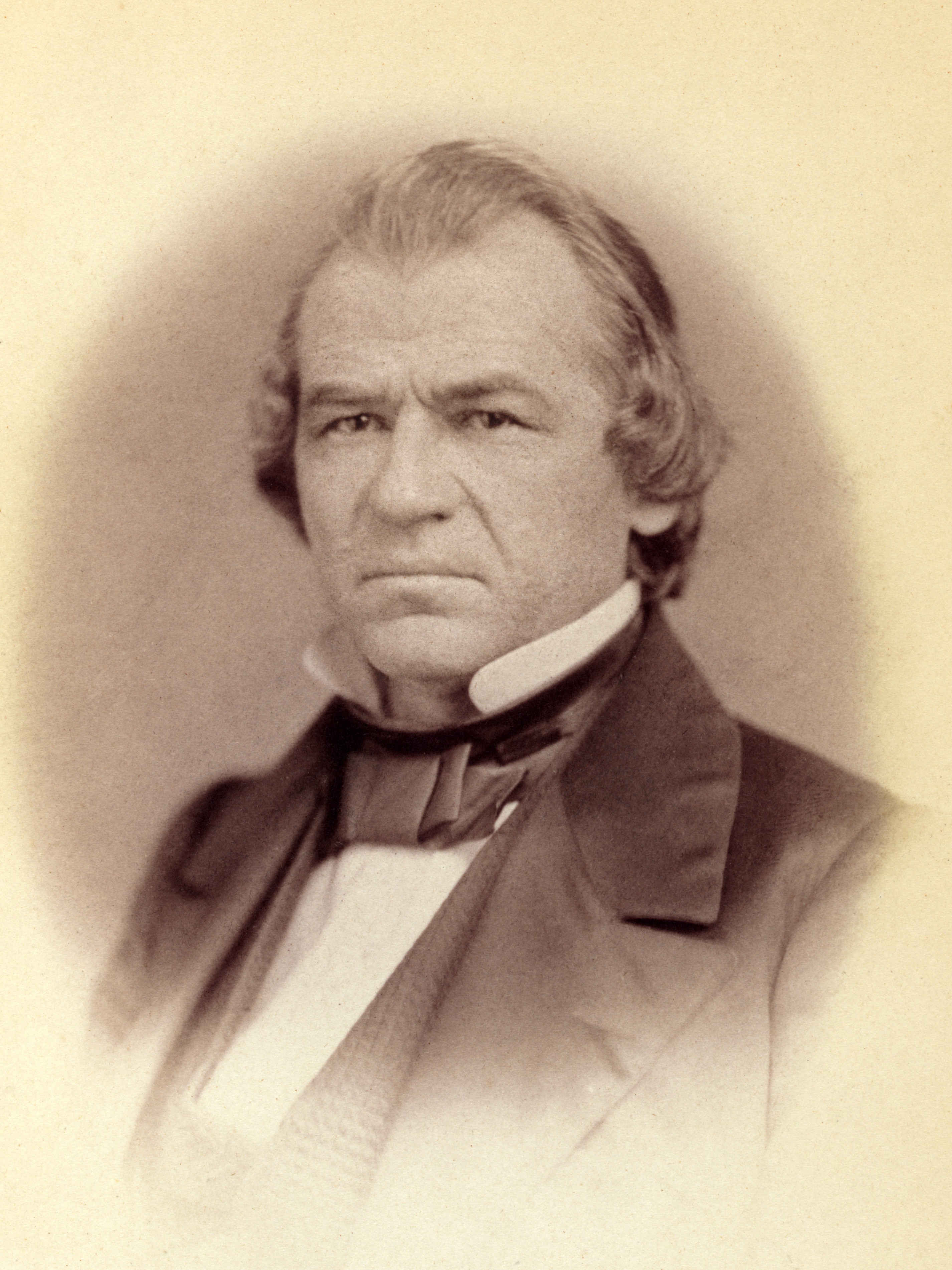
Andrew Johnson

Booth l-a desemnat pe George Atzerodt⁠(d) să-l omoare pe vicepreședintele Andrew Johnson, care stătea la Casa Kirkwood din Washington. Atzerodt trebuia să meargă în camera lui Johnson la 10:15 pm și să-l împuște.:735 La 14 aprilie, Atzerodt a închiriat camera chiar de deasupra lui Johnson; a doua zi a ajuns acolo la ora stabilită și, purtând o armă și un cuțit, s-a dus la barul de jos, unde l-a întrebat pe barman despre caracterul și comportamentul lui Johnson. În cele din urmă, s-a îmbătat și a rătăcit pe străzi, aruncând cuțitul la un moment dat. S-a îndreptat spre Pennsylvania House Hotel pe la 2 am, unde a luat o cameră și s-a culcat.:166–7:335
 

Mai devreme, Booth se oprise lângă Kirkwood House și a lăsat o notă pentru Johnson: „Nu vreau să vă deranjez. Sunteți acasă?" . J. Wilkes Booth“ O teorie susține că Booth a încercat să afle dacă Johnson era așteptat la Kirkwood în acea seară;:111 alta susține că Booth, îngrijorat de faptul că Atzerodt nu ar fi reușit să ucidă pe Johnson, intenționa să-i însceneze lui Johnson implicarea în conspirație.

## Reacții

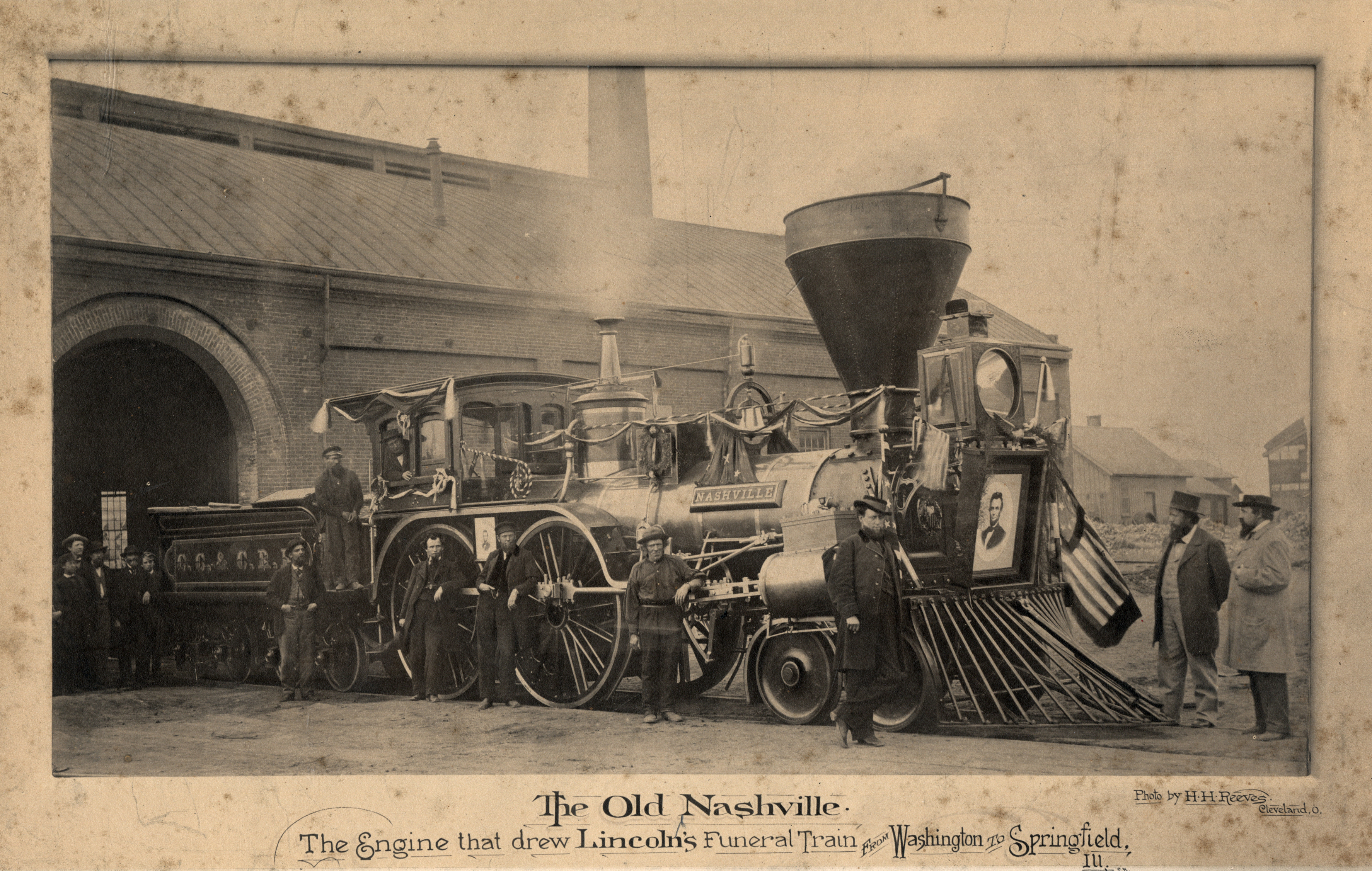
Trenul funerar al lui Lincoln

Lincoln a fost jelit atât în Nord, cât și în Sud,:350 și într-adevăr în întreaga lume. Numeroase guverne străine au emis proclamații și au declarat perioade de doliu pe 15 aprilie. Lincoln a fost pomenit în predicile din Duminica Paștelui, care a căzut în ziua următoare morții sale.:357
La 18 aprilie, oamenii au făcut o coadă lată de câte șapte persoane și lungă de o milă pentru a-l vedea pe Lincoln în sicriul său de nuc din Sala de Est⁠(d) de la Casa Albă, drapată cu negru. Trenuri speciale au adus mii de oaeni din alte orașe, dintre care unii au dormit pe peluza Capitolului.:120–3 Sute de mii de oameni au urmărit cortegiul funerar din 19 aprilie:213 și alte milioane au stat pe marginea drumului de 1.700 mile (2.700 km) al trenului care a dus rămășițele lui Lincoln prin New York până la Springfield, Illinois, aducând adesea omagii de-a lungul drumului sub formă de orchestre, focuri de tabără și cântări de imnuri. :31–58 :231–8

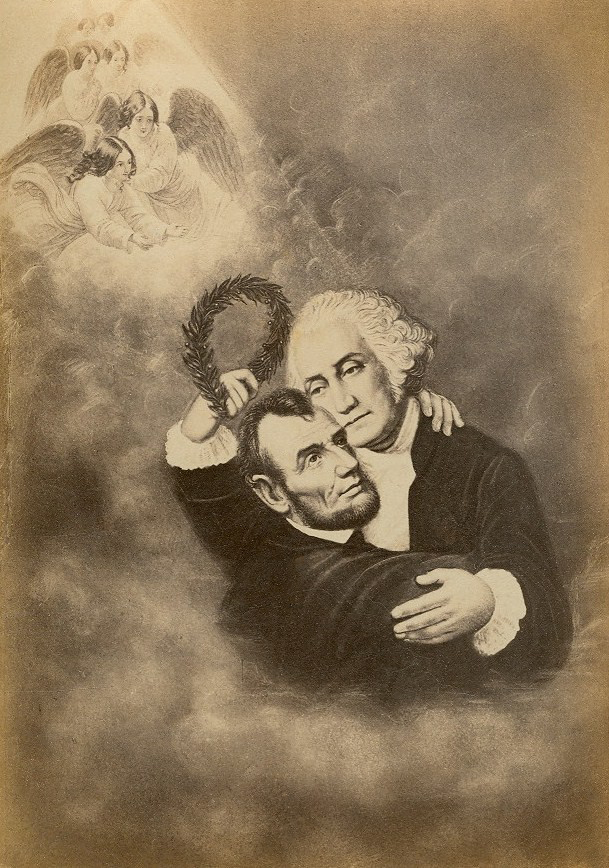
Lincoln urcând la cer, unde George Washington îl încununează cu lauri. Artist necunoscut.

Poetul Walt Whitman a compus „When Lilacs Last in the Dooryard Bloom'd⁠(d)”, „O Captain! My Captain!⁠(d)”, și alte două poezii, pentru a-l elogia pe Lincoln.
Ulysses S. Grant l-a numit pe Lincoln „incontestabil cel mai mare om pe care l-am cunoscut vreodată”.:747 Robert E. Lee și-a exprimat tristețea.  Elizabeth Blair⁠(d), născută în Sud, a spus că „cei de simpatie sudistă știu acum că și-au pierdut un prieten dispus și mai puternic care să-i protejeze și să-i slujească decât pot spera vreodată să-l mai găsească în altcineva”.:744 Oratorul afro-american Frederick Douglass a numit asasinatul o „calamitate de nedescris”.
Secretarul britanic de externe Lord Russell a numit moartea lui Lincoln o „tristă calamitate”. Secretarul șef de stat al Chinei pentru afaceri externe, prințul Kung, s-a descris ca fiind „inexprimabil șocat și uimit”. Președintele ecuadorian Gabriel Garcia Moreno⁠(d) spus: „niciodată nu aș fi crezut că nobila țară a lui Washington va fi umilită de o crimă atât de neagră și oribilă; nici nu ar fi trebuit să cred că domnul Lincoln va ajunge la un final atât de oribil, după ce și-a slujit țara cu o astfel de înțelepciune și glorie în circumstanțe atât de critice.”  Guvernul din Liberiei a emis o proclamație numindu-l pe Lincoln „nu numai conducătorul propriului său popor, ci un părinte pentru milioane de rase lovite și asuprite”. Guvernul din Haiti a condamnat asasinarea ca pe o „crimă oribilă”.

## Fuga și capturarea conspiratorilor

Drumul pe care a fugit Booth

### Booth și Herold
La jumătate de oră după ce a fugit de la Teatrul lui  Ford, Booth a traversat podul Navy Yard înn Maryland.:67–8           O santinelă a Armatei l-a întrebat unde călătorește așa târziu; Booth a spus că pleacă acasă în orașul Charles din apropiere. Deși civililor li se interzisese să treacă podul după ora 9 pm, santinela l-a lăsat să treacă. David Herold⁠(d) a trecut peste același pod mai puțin de o oră mai târziu:81-2 și s-a întâlnit cu Booth. :87 După ce au recuperat armele și proviziile depozitate anterior la Surattsville⁠(d), Herold și Booth au călătorit la casa lui Samuel A. Mudd⁠(d), un medic local, care i-a pus o atelă la piciorul:131,153 pe care Booth și-l scrântise sărind din lojă și mai târziu i-a făcut o pereche de cârje.:131,153
După o zi petrecută în casa la Mudd, Booth și Herold au angajat un localnic care să-i îndrume spre casa lui Samuel Cox⁠(d).:163  Cox, la rândul lui, i-a dus la Thomas Jones, un simpatizant confederat care i-a ascuns pe Booth și Herold în mlaștina Zekiah⁠(d) timp de cinci zile, până când au putut traversa râul Potomac.:224 În după-amiaza zilei de 24 aprilie, au ajuns la ferma lui Richard H. Garrett, un fermier de tutun din comitatul King George, Virginia. Booth i-a spus lui Garrett că este un soldat confederat rănit.

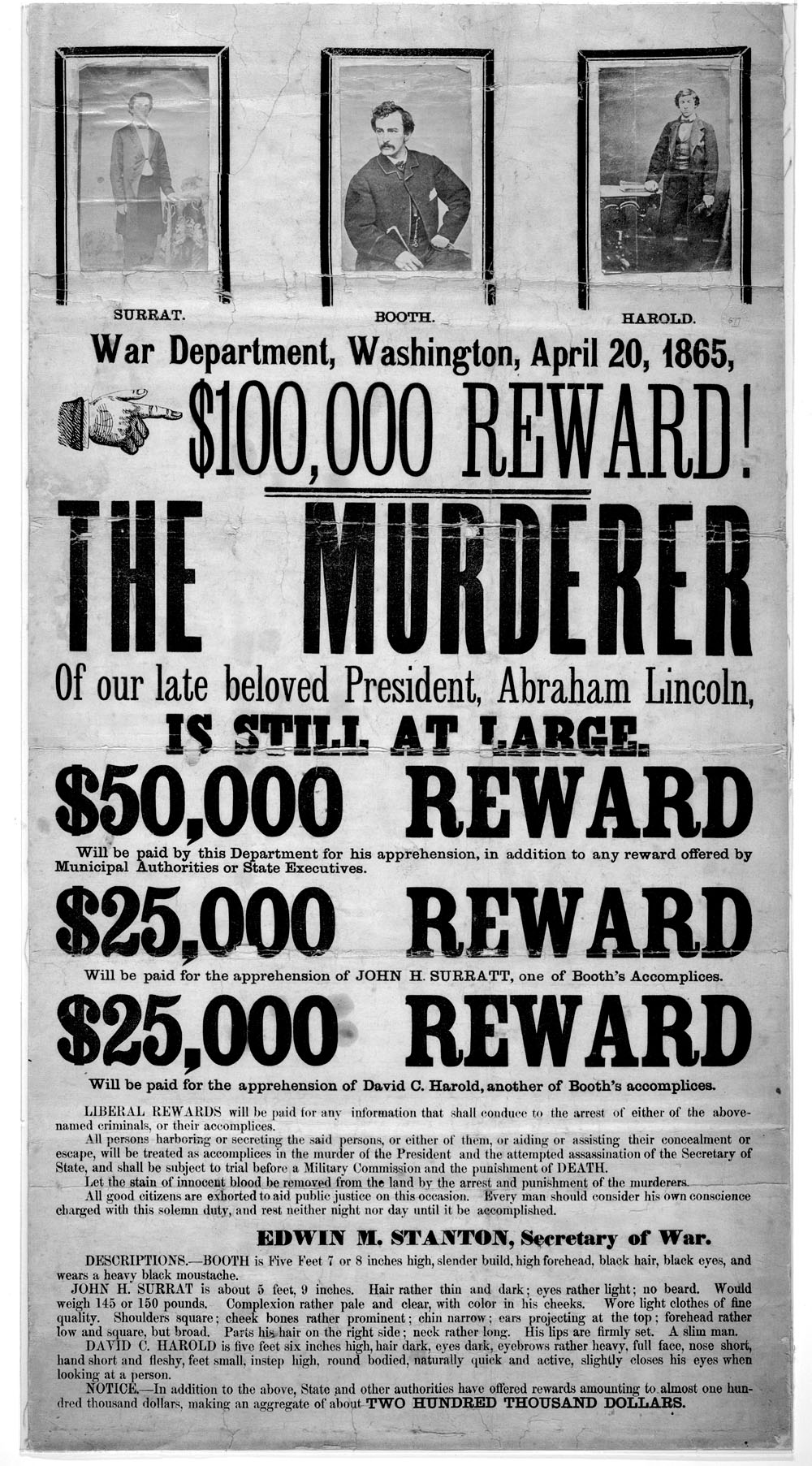
Afiș care anunța recompensa pentru prinderea lui, John Wilkes Booth și

O scrisoare din 15 aprilie adresată chirurgului Marinei, George Brainerd Todd, de la fratele său spune despre zvonurile din Washington despre Booth:
„Astăzi întreg orașul jelește, aproape fiecare casă este în negru și nu am văzut niciun zâmbet, nicio activitate, și mulți oameni în toată firea i-am văzut în lacrimi — unii vorbesc că Booth este prins, alții că a scăpat – dar din ordinele primite aici, cred că este prins, și în timpul nopții va fi pus pe un monitor pentru siguranță – căci odată strânsă o gloată, nu se va mai opri. ”
Vânătoarea conspiratorilor a devenit rapid cea mai mare din istoria SUA, implicând mii de soldați federali și nenumărați civili. Edwin M. Stanton a condus personal operațiunea, autorizând recompense de 50.000 dolari (echivalent cu cca 800.000 de dolari in prezent) pentru Booth și 25.000 de dolari fiecare pentru Herold și John Surratt.
Booth și Herold dormeau la ferma lui Garrett pe 26 aprilie, când soldații de la Regimentul 16 Cavalerie New York⁠(d) au sosit și au înconjurat hambarul, apoi au amenințat că îi vor da foc. Herold s-a predat, dar Booth a strigat: „Nu voi fi prins viu!”:326 Soldații au dat foc hambarului:331 și Booth s-a repezit spre ușa din spate cu o pușcă și un pistol. Sergentul Boston Corbett⁠(d) s-a strecurat în spatele hambarului și l-a împușcat pe Booth în „partea din spate a capului, la aproximativ un centimetru sub locul unde împușcătura lui [Booth] intrase în capul domnului Lincoln”, retezându-i măduva spinării.:335 Booth a fost dus pe treptele hambarului. Un soldat i-a turnat apă în gură, pe care el a scuipat-o, incapabil să o înghită. Booth i-a spus soldatului: „Spune-i mamei mele că mor pentru țara mea!”. Incapabil să-și miște membrele, a cerut unui soldat să-și ridice mâinile în fața feței și a șoptit ultimele sale cuvinte în timp ce le privea: „Inutil...inutil.” A murit pe veranda fermei Garrett două ore mai târziu.:336–40  Corbett a fost inițial arestat pentru că nu a respectat ordinele, dar a fost eliberat ulterior și a fost considerat în mare parte un erou de către mass-media și public.:228

### Alții

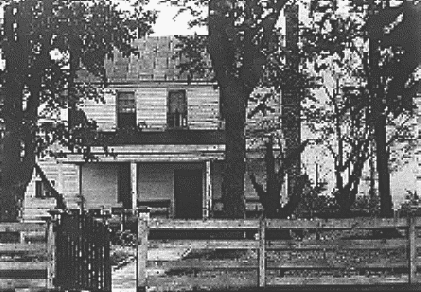
Ferma Garrett, unde Booth a murit pe

Fără îndrumarea lui Herold, Powell nu a găsit drumul înapoi spre casa Surratt decât pe 17 aprilie. El le-a spus detectivilor care așteaptau acolo că este un săpător de șanțuri angajat de Mary Surratt⁠(d), dar ea a negat că-l cunoaște. Ambii au fost arestați.:174–9 George Atzerodt⁠(d) s-a ascuns la ferma vărului său din Germantown, Maryland⁠(d), la aproximativ 25 mile (40 km) nord-vest de Washington, unde a fost arestat pe 20 aprilie.:169
 

Conspiratorii rămași au fost arestați până la sfârșitul lunii - cu excepția lui John Surratt⁠(d), care a fugit în Quebec, unde a fost ascuns de preoți romano-catolici. În septembrie, s-a urcat într-o navă spre Liverpool, Anglia, unde s-a ascuns în Biserica Catolică Sfânta Cruce din oraș. De acolo, s-a deplasat pe ascuns prin Europa până la Zuavii Pontificali din Statele Papale. Un prieten din timpul școlii l-a recunoscut acolo pe la începutul anului 1866 și a alertat guvernul SUA. Surratt a fost arestat de autoritățile papale, dar a reușit să scape în circumstanțe suspecte. El a fost în cele din urmă capturat de un agent al Statelor Unite în Egipt în noiembrie 1866.

## Procesul și executarea conspiratorilor

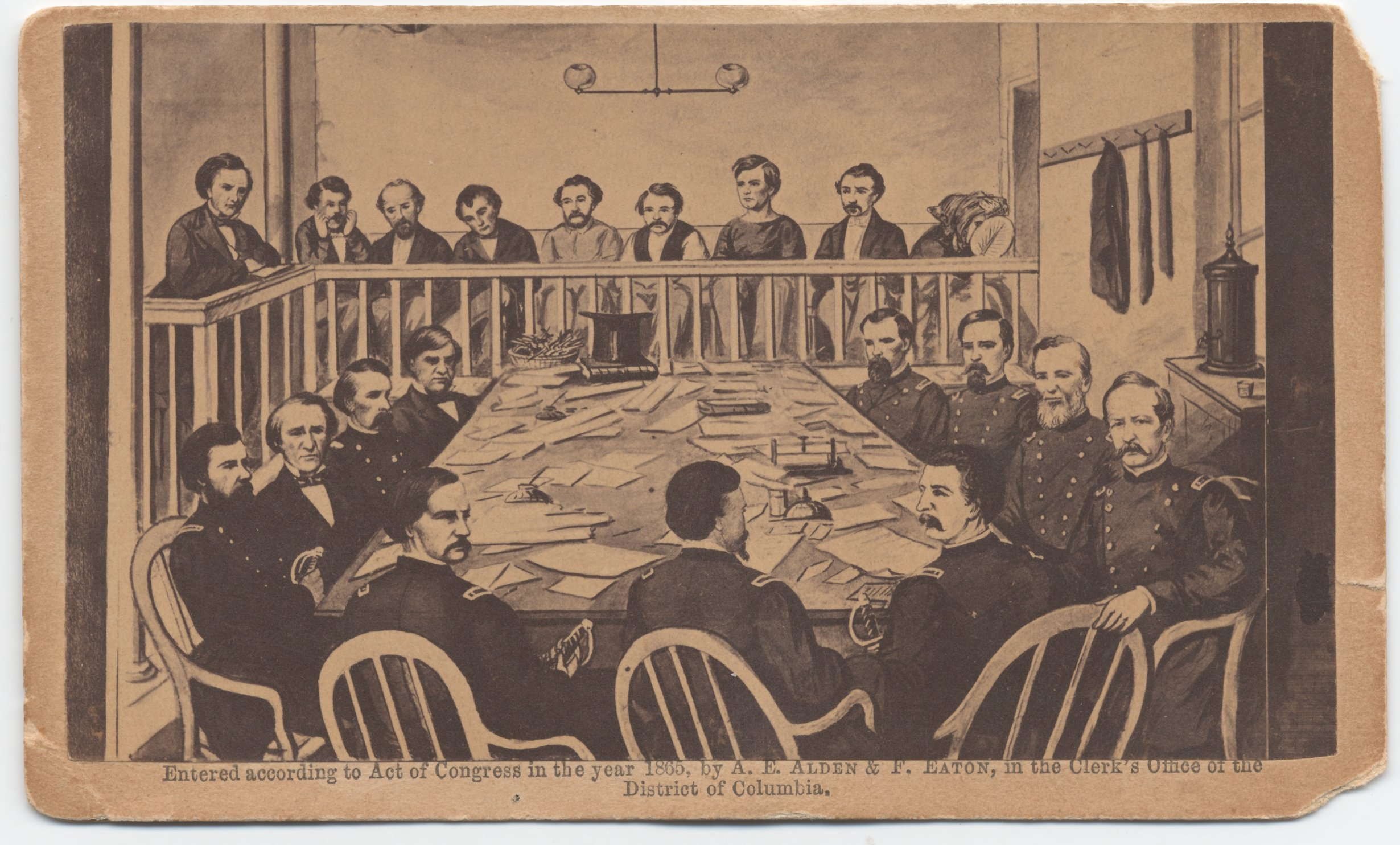
Procesul conspiratorilor,

Au fost arestate zeci de persoane, inclusiv mulți asociați tangențiali ai conspiratorilor și oricine a avut chiar și cel mai mic contact cu Booth sau Herold în timpul fugii. Printre aceștia se numărau Louis J. Weichmann⁠(d), care era cazat în casa doamnei Surratt; Fratele lui Booth, Junius⁠(d) (aflat la Cincinnati în momentul asasinatului); proprietarul teatrului John T. Ford⁠(d) ; James Pumphrey⁠(d), de la care Booth și-a închiriat calul; John M. Lloyd⁠(d), hangiul care a închiriat taverna din Maryland a doamnei Surratt și le-a dat lui Booth și Herold arme și provizii în noaptea de 14 aprilie; și Samuel Cox și Thomas A. Jones, care i-au ajutat pe Booth și Herold să treacă Potomacul.:186–8 Toți au fost eliberați în cele din urmă, în afară de::188
- Samuel Arnold⁠(d)
- George Atzerodt⁠(d)
- David Herold⁠(d)
- Samuel Mudd⁠(d)
- Michael O'Laughlen⁠(d)
- Lewis Powell⁠(d)
- Edmund Spangler⁠(d) (un ajutor de la teatru care îi dăduse lui Burroughs calul lui Booth să-l păzească)
- Mary Surratt⁠(d)

Acuzații au fost judecați de un tribunal militar⁠(d) ordonat de Johnson, care a devenit președinte după moartea lui Lincoln:
- Gen.-mr.⁠(d) David Hunter⁠(d) (președinte)
- Gen.-mr. Lew Wallace
- Gen. brig.⁠(d) Robert Sanford Foster⁠(d)
- Gen.-mr. brev. Thomas Maley Harris⁠(d)
- Gen. brig. Albion P. Howe⁠(d)
- Gen. brig. August Kautz⁠(d)
- Col.⁠(d) James A. Ekin⁠(d)
- Col. Charles H. Tompkins⁠(d)
- Lt. Col.⁠(d) David Ramsay Clendenin⁠(d)

Acuzarea a fost condusă de procurorul general al Armatei SUA Joseph Holt⁠(d), asistat de congresmanul John A. Bingham⁠(d) și de maiorul⁠(d) Henry Lawrence Burnett⁠(d). Utilizarea unui tribunal militar a provocat critici din partea lui Edward Bates⁠(d) și Gideon Welles⁠(d), care credeau că ar fi trebuit să prezideze o instanță civilă, dar procurorul general James Speed⁠(d) a subliniat natura militară a conspirației și faptul că acuzații au acționat ca luptători inamici și că legea marțială era în vigoare la vremea respectivă în districtul Columbia. (În 1866, în Ex parte Milligan⁠(d), Curtea Supremă a Statelor Unite avea să interzică utilizarea tribunalelor militare în locurile în care erau operaționale instanțe civile.) :213–4 Într-un asemenea proces, era necesară doar o majoritate simplă a juriului pentru un verdict de vinovat, și una de două treimi pentru o condamnare la moarte. Nu exista altă cale de apel decât în fața președintelui Johnson.:222–3

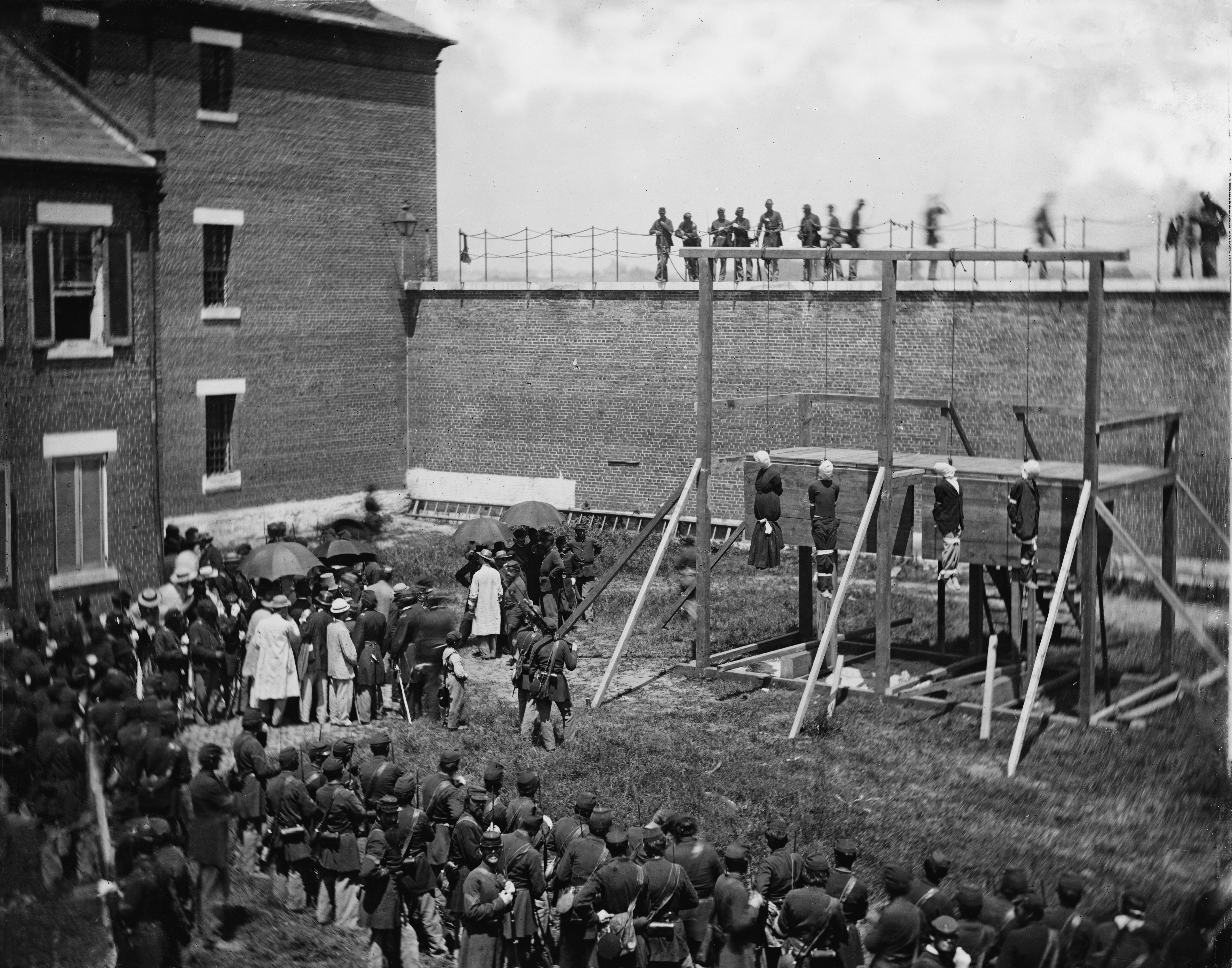
Execuția lui, Lewis Powell, și la, la din Washington City

Procesul de șapte săptămâni a cuprins mărturia a 366 de martori. Toți inculpații au fost găsiți vinovați la 30 iunie. Mary Surratt, Lewis Powell, David Herold și George Atzerodt au fost condamnați la moarte prin spânzurare; Samuel Mudd, Samuel Arnold și Michael O'Laughlen au fost condamnați la închisoare pe viață. Edmund Spangler a fost condamnat la șase ani de închisoare. După ce au condamnat-o pe Mary Surratt la moarte, cinci jurați au semnat o scrisoare prin care recomandă clemența, dar Johnson a refuzat să oprească execuția; el a susținut mai târziu că nu a văzut niciodată scrisoarea.:227 Mary Surratt, Powell, Herold și Atzerodt au fost spânzurați în Old Arsenal Penitentiary⁠(d) pe 7 iulie.:362,365 Mary Surratt a fost prima femeie executată de guvernul Statelor Unite. O'Laughlen a murit în închisoare în 1867. Mudd, Arnold și Spangler au fost grațiați în februarie 1869 de Johnson. :367 Spangler, care a murit în 1875, a insistat întotdeauna că singura sa legătură cu complotul era faptul că Booth i-a cerut să-și țină calul. John Surratt a fost judecat la Washington în 1867. Patru localnici din Elmira, New York⁠(d),:27:125,132,136–7:112–5 au susținut că l-au văzut acolo între 13 și 15 aprilie; alți cincisprezece au spus că l-au văzut fie pe el, fie cineva care îi semăna, la Washington (sau călătorind spre sau dinspre Washington) în ziua asasinatului. Juriul nu a putut ajunge la un verdict și John Surratt a fost eliberat.:178:132–3,138:227